# 22010 Kuzmina
22010 Kuzmina este o planetă minoră (asteroid) din Asteroid troian al lui Jupiter. A fost descoperită pe 7 decembrie 1999 la Experimental Test Site⁠(d) de Lincoln Near-Earth Asteroid Research și a fost numită după Anastasia Kuzmina. 
Obiectul prezintă o orbită caracterizată de o semiaxă mare de 5,0974306 UAi, o excentricitate de 0,0163333, o înclinație de 1,40571 ° în raport cu ecliptica.